# DNŠ Zavrč
DNŠ Zavrč hoặc đơn giản Zavrč là một câu lạc bộ bóng đá Slovenia đến từ Zavrč. The team currently competes in the Ptuj Super League, giải bóng đá cao thứ tư ở Slovenia. Câu lạc bộ được thành lập năm 2016.

## Sân vận động
Công viên Thể thao Zavrč, hay Sân vận động Zavrč, nằm ở Zavrč. Sân vận động có thể tổ chức các trận đấu vào buổi tối nhờ dàn đèn được lắp đặt vào thấng 5 năm 2012. Năm 2013 sân vận động được cải tạo hoàn toàn với việc phá hủy khán đài cũ và xây dựng một khán đài chính mới, mở cửa vào năm 2015. Khán đài có sức chứa 962 người.

## Danh hiệu
- Giải bóng đá hạng năm quốc gia Slovenia: 1

2018-19
- Giải bóng đá hạng sáu quốc gia Slovenia: 1

2017-18

## Lịch sử giải đấu kể từ năm 2016
| Mùa giải | Giải vô địch                 | Thứ hạng |
| -------- | ---------------------------- | -------- |
| 2017-18  | MNZ Ptuj 2. Class (cấp độ 6) | thứ 1    |
| 2018-19  | MNZ Ptuj 1. Class (cấp độ 5) | thứ 1    |